# Matthew Thomlinson
Matthew Thomlinson (1617-1681) était un soldat anglais qui a combattu dans le parti parlementaire pendant dans la guerre civile. Il fit partie des officiers de l'armée impliqués dans le régicide de Charles Ier pour avoir superviser le procès et l'exécution du roi.
Il devient colonel de cavalerie dans la New Model Army. Après la dissolution du Parlement croupion par Oliver Cromwell, il devient membre du Conseil d'État et du Parlement des Barebones. Envoyé en Irlande, il est anobli par Henry Cromwell qui néanmoins se méfie de lui. En 1658 il est rappelé à Londres où il représente l'Irlande dans la Chambre des Lords que Cromwell vient de rétablir (troisième parlement du Protectorate). Il est mis en accusation en 1660 lors du rétablissement du Parlement croupion. Lors de la Restauration de la monarchie, il perd ses biens acquis pendant la Révolution, mais à l'habileté de sauver sa tête.    

## Source de la traduction
- (en) Cet article est partiellement ou en totalité issu de l’article de Wikipédia en anglais intitulé « Matthew Thomlinson » (voir la liste des auteurs).